# Forsthaus Breitenstein
Das Forsthaus Breitenstein ist eine Waldgaststätte im Pfälzerwald und zugleich als Wohnplatz ausgewiesen.

## Lage
Das Forsthaus befindet sich innerhalb einer Waldexklave der Ortsgemeinde Kirrweiler im Elmsteiner Tal und somit weitab vom Siedlungsgebiet des Kernortes, der im Gäu liegt.
In unmittelbarer Nachbarschaft des Ortes – lediglich durch den Argenbach getrennt – befindet sich der bereits zu Esthal gehörende Weiler Breitenstein. Somit liegt zwischen beiden Orten zugleich die Grenze zwischen den Landkreisen Südliche Weinstraße und Bad Dürkheim. Unmittelbar nördlich des Forsthauses verläuft der Speyerbach, auf dessen gegenüberliegender Seite die Ruine der Burg Breitenstein steht.

## Geschichte
Ursprünglich diente das Gebäude als Forsthaus. Nachdem es im 20. Jahrhundert im Zuge einer Forstreform seine ursprüngliche Funktion verloren hatte, wurde es in eine Waldgaststätte umgewandelt. 1928 hatte der damals „Breitensteiner Forsthaus“ genannte Ort fünf Einwohner, die einem Wohngebäude lebten.

## Veranstaltungen
Am 27. Juli 2024 fand vor Ort das sogenannte „Breitenstein Open Air“ statt.